# قشلاق یل اتان حاج عباس
قشلاق یل اتان حاج عباس یک روستا در ایران است که در استان اردبیل واقع شده‌است. قشلاق یل اتان حاج عباس ۱۴ نفر جمعیت دارد.